# Le amorose notti di Alì Babà
Le amorose notti di Alì Babà è un film del 1973 diretto da Luigi Latini De Marchi.